# Mrazový den
Mrazový den je meteorologické pojmenování pro den, kdy minimální teplota klesne pod bod mrazu, a tedy se dostane pod teplotu 0 °C. Počet mrazových dní je zaznamenán v „Ročenkách povětrnostních pozorování meteorologických stanic republiky Československé“.